# Raffaelovy sály

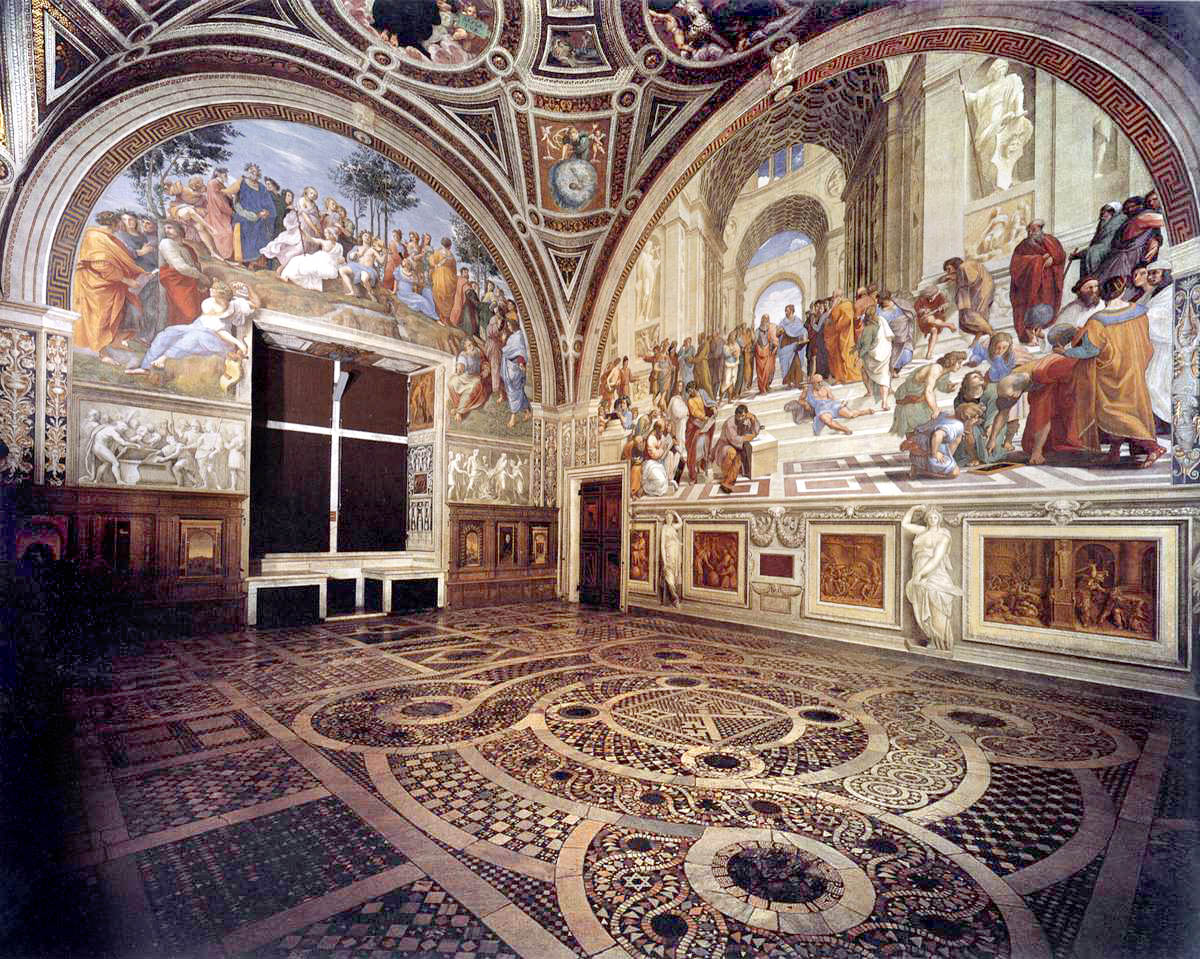
Sál signatury je díky své výmalbě nejznámější z Raffaelových sálů. Pohled na fresky Parnas a Athénská škola

Raffaelovy sály (též Raffaelovy síně, italsky Stanze di Raffaello) je společný název pro čtyři místnosti ve druhém patře Apoštolského paláce ve Vatikánu, proslulé monumentální freskovou výmalbou renesančního umělce Raffaela Santiho a jeho následovníků. Díky ní jsou jedněmi z nejnavštěvovanějších prostor Vatikánských muzeí.

## Historie vzniku
Vznik Raffaelových sálů souvisí s pontifikátem papeže Julia II. (1503–1513). 18. srpna 1503 zemřel papež Alexandr VI. a 1. listopadu téhož roku, po krátkém dvaceti šestidenním pontifikátu Pia III., usedl na Petrův stolec jako Julius II. kardinál Giuliano della Rovere. Po nastěhování se do místností v Apoštolském paláci mu vadila původní fresková výzdoba borgiovských apartmánů v prvním patře paláce. Na Pinturicchiových malbách byl totiž zachycen jeho nenáviděný předchůdce Alexandr VI. Proto se přestěhoval do komnat ve druhém patře, které dal nově zařídit.
V létě 1508 povolal do Vatikánu mladého urbinského umělce Raffaela a pověřil ho vymalováním jedné z místností. Raffael se pustil do práce v první místnosti zvané Stanza della Segnatura, Sál signatury, studovně a soukromé knihovně papeže. Jako první vznikla freska Athénská škola vzdávající hold antické vzdělanosti. Hotové dílo udělalo na papeže takový dojem, že dal původní výmalbu v této a v dalších místnostech seškrábat, aby i tyto zdi mohl vyzdobit Raffael. Raffaelovým přičiněním tak vznikla unikátní fresková výzdoba místností zvaných Stanze, dodnes okouzlující svým uměleckým i myšlenkovým provedením. Práce probíhaly v několika etapách od umělcova příjezdu do Říma v roce 1508 a protáhly se až do jeho smrti v roce 1520. I když Raffaelovo autorství se váže pouze na malby ve dvou sálech, v pracích, završených v roce 1524, pokračovali žáci jeho umělecké školy.
Hlavní myšlenkou fresek je oslava papežství, vize převahy papežů nad světskými panovníky, či dokonce uznání práva papežů na světovládu.
Za součást Raffaelových sálů se považují Sala di Costantino (Konstantinova síň), Stanza d'Eliodoro (Heliodorova síň), Stanza della Segnatura (Síň signatury) a Stanza dell'incendio del Borgo (Síň požáru Borga). Společným znakem všech je impozantní výmalba složená ze čtyř velkorozměrových monumentálních fresek.
| Celkový pohled | Východní stěna | Jižní stěna | Západní stěna | Severní stěna | Strop | Scény (zleva doprava) |
| -------------- | -------------- | ----------- | ------------- | ------------- | ----- | --- |
|                |                |             |               |               |       | Konstantinova síň: 1. Vidění kříže, 2. Bitva u Milvijského mostu, 3. Konstantinův křest, 4. Dar Říma, 5. Stropní malba (Triumf křesťanského náboženství) |
|                |                |             |               |               |       | Heliodorova síň: 1. Vyhnání Heliodora z chrámu, 2. Bolsenská mše, 3. Setkání papeže Lva I. Velkého s Attilou, 4. Osvobození svatého Petra, 5. Stropní malby (Noemův sen, Obětování Izáka, Mojžíš a hořící keř, Jákobův sen)                                  |
|                |                |             |               |               |       | Síň signatury: 1. Athénská škola, 2. Ctnosti, 3. Disputace o Svátosti oltářní, 4. Parnas, 5. Stropní malby (Spoutaný Mars, Adam a Eva, Šalamounův soud, Vznik vesmíru)                                                                                       |
|                |                |             |               |               |       | Síň požáru Borga: 1. Bitva u Ostie, 2. Požár v Borgo, 3. Korunovace Karla Velikého, 4. Přísaha Lva III., 5. Stropní malby (Stvořitel mezi anděly a cherubíny, Kristus nejvyšší soudce, Kristus pokoušen ďáblem, Kristus mezi Milosrdenstvím a Spravedlností) |

## Konstantinova síň
Konstantinova síň (Sala di Constantino) nese jméno římského císaře Konstantina I., k vládě kterého se váže i fresková výmalba. Zachycuje čtyři epizody ze života tohoto prvního křesťanského císaře, jejichž hlavní myšlenkou je vítězství křesťanského náboženství nad pohanstvím.
Původní výzdoba síně obsahovala portréty papežů, proto se jí říkalo Sala dei Pontifici. V roce 1519 papež Lev X. rozhodl změnit výmalbu a nahradit ji sérií velkých výjevů ze života císaře Konstantina I. pojatých ve formě iluzivních gobelínů a doplněných portréty osmi starokřesťanských papežů sedících pod baldachýny, v doprovodu personifikací Ctností.
Výmalbou byl pověřen Raffael, kterému se však podařilo vyhotovit pouze nákresy se dvěma výjevy - Vidění kříže a Bitva u Milvijského mostu. Po Raffaelově smrti v práci, na základě jím vytvořených skic, pokračovali jeho žáci -Giulio Romano a Gianfrancesco Penni. Přestože se práce rozjely již v roce 1520, v prosinci 1521 (v době smrti Lva X.) byla hotová pouze polovina sálu. Během vlády jeho nástupce Hadriána VI. (1521–1523) se v pracích nepokračovalo; s výmalbou se začalo až na podzim roku 1523 za nového papeže Klementa VII. a v polovině následujícího roku byly dokončeny.
Původní dřevěný strop místnosti z let 1518–1519 byl za papeže Řehoře XIII. (1572–1585) nahrazen zděným a doplněn freskou Triumf křesťanského náboženství od Tommase Lauretiho.
Na čelní stěně Konstantinovy síně naproti vchodu je freska Vidění kříže (italsky Visione della croce) (1520–1524). Původní náčrt fresky je Raffaelovým dílem; do definitivní podoby ho ztvárnili jeho žáci.
Námětem díla je známá legenda o zjevení se kříže císaři Konstantinovi před bitvou u Milvijského mostu. Konstantinovi se v předvečer bitvy s proticařem Maxentiem na nebi objevil kříž s řeckým nápisem Εν τούτῳ νίκα (V tomto znamení zvítězíš). Umělec zachytil uveden moment pohledem do císařova vojenského tábora, kde všichni zvedají zrak vzhůru na otevřené nebe, na kterém se na prosvětleném mraku objevil zářící kříž přidržovaný trojicí andělů. Na pozadí obrazu Raffael zachytil Řím s některými jeho historickými památkami v podobě, jakou měly počátkem 16. století – Andělský most či Andělský hrad. V případě někdejšího Hadriánova mauzolea jde o Raffaelovu představu, jak mohla stavba vypadat v dobách císaře Konstantina.
Na fresku Vidění kříže námětově navazuje Bitva u Milvijského mostu (italsky Battaglia di Costantino contro Massenzio), dílo Giulia Romana z let 1520–1524. Malba zachycuje přímou vojenskou akci; masa lidských a zvířecích těl svědčí o neúprosnosti bojového střetu mezi císařskými vojsky. Bitva skončila Konstantinovým vítězstvím a Maxentius, tonoucí v řece Tiber, byl poražen.
Konstantinův křest (italsky Battesimo di Costantino) (autor Gianfrancesco Penni v letech 1517–1524) zachycuje významnou událost v životě císaře Konstantina. V rozporu s historickou skutečností, kdy Konstantin přijal křest až na smrtelném loži, zde klečící přijímá svátost křtu z rukou papeže Silvestra I. Jako místo události poznáváme interiér Lateránského baptisteria, stavby, kterou v 4. století založil sám Konstantin. Za zmínku stojí skutečnost, že papež Silvestr I. zde má portrétní rysy svého renesančního nástupce Klementa VII., za jehož pontifikátu došlo k završení výzdoby místnosti.
Autorství poslední nástěnné malby v síni s názvem Dar Říma (italsky Donazione di Roma) je nejednoznačné. Vznikla v letech 1520–1524 a je dílem Gianfrancesca Penniho nebo Giulia Romana. Místem děje je vnitřek staré Svatopetrské baziliky, kde diváka upoutá v pozadí čtveřice stočených sloupů, pocházejících údajně ze Šalamounova chrámu v Jeruzalémě. Jako na předchozí fresce i zde jsou hlavními postavami císař Konstantin I. a papež Silvestr I. Císař zde symbolicky předává darem papeži město Řím, které představuje zlatá soška v jeho rukou. Akt darování města je vlastně předobrazem současnosti, kdy Řím je papežským sídlem. I na této malbě nese Silvestr I. portrétní rysy Klementa VII.
Stropní malba s názvem Triumf křesťanského náboženství (italsky Vittoria della religione cristiana) vznikla v roce 1585 po nahrazení původně dřevěného stropu místnosti zděným. Malbu u umělce Tomassi Lauretiho objednal v roce 1582 papež Řehoř XIII., jejího dokončení se však nedožil; dokončena byla až za jeho nástupce Sixta V. V centru malby stojí mramorový podstavec uprostřed velké síně, na kterém se vypíná krucifix, symbol křesťanství. Ten nahradil antickou sochu, ležící v troskách pod podstavcem, představující svět pohanství. Symbolika ničení pohanských model a jejich nahrazování symboly křesťanství, vyplývající z christianizačního snažení císaře Konstantina I. je zde více než zřejmá.

## Heliodorova síň
Heliodorova síň (Stanza d'Eliodoro) své pojmenování nese podle Raffaelova fresky Vyhnání Heliodora z chrámu. Síň byla původně soukromou místností Julia II. a její výmalba byla realizována hned po Síni signatury, v letech 1511–1514. Fresky, autorem kterých je Raffael, kromě náboženské symboliky v sobě nesou i politický odkaz doby papeže Júlia II. Malby si zachycením historických momentů jakož i náboženských výjevů ze Starého zákona kladly za cíl dokumentovat události důležité v procesu obrany církve a křesťanské víry vůbec. Současně měly symbolizovat státnický program Júlia II., kterým bylo osvobození italského území zpod francouzské nadvlády a obnovení papežské moci nad zemí. S výjimkou fresky Setkání papeže Lva I. Velkého s Attilou všechny ostatní spojuje postava Júlia II.
Námět fresky VVyhnání Heliodora z chrámu (italsky Cacciata di Eliodoro dal tempio) (1511–1514) vychází z deuterokanonické (u protestantů apokryfní) Druhé knihy Makabejců a její hlavní myšlenkou je obrana křesťanství před pohanskými dobyvateli.
Bolsenská mše (italsky Messa di Bolsena) (dílo Raffaela z roku 1512) přibližuje událost, která se stala během mše ve městě Bolsena, na severu regionu Lazio, v roce 1263. Kněz sloužící mši v místním kostele svaté Kristýny zapochyboval o Kristově přítomnosti v eucharistii; vzápětí nato z ní začal vytékat pramínek krve, který na bílém plátně, před očima modlících se lidí, vytvořil trním korunovanou Kristovu hlavu. Na oslavu této zázračné události zavedl v následujícím roce papež Urban IV. Svátek Božího těla. V množství postav zachycených na malbě poznáváme vpravo adorujícího papeže Julia II.; jedním z členů švýcarské gardy je samotný umělec a zcela vlevo dole ve skupině žen se na diváka dívá malá světlovlasá holčička v černém - je jí nelegitimní dcera Julia II. Felice.
Jediná z fresek v místnosti, malba Setkání papeže Lva I. Velkého s Attilou (italsky Incontro di Leone Magno con Attila) se váže na historickou událost, ke které došlo v roce 452. Tehdy se setkal hunský vůdce Attila s papežem Lvem I. Pouze přítomnost zjevujících se svatých Petra a Pavla způsobila, že Attila na svém bojovém tažení upustil od vyplenění Říma (ve skutečnosti se Lvu I. podařilo Attilu přesvědčit jen za cenu velkého výkupného). Raffael malbu situoval před římské hradby (na pozadí malby poznáváme Koloseum) i když ve skutečnosti ke střetnutí přišlo nedaleko Mantovy. Na bílém koni jedoucí papež Lev I. na malbě však má portrétní rysy svého renesančního jmenovce, papeže Lva X., který v roce 1513 na Petrově stolci nahradil Júlia II.
Čtvrtou velkoplošnou nástěnnou malbou v Heliodorově síni je Osvobození svatého Petra (italsky La liberazione di San Pietro) z roku 1514. Freska je umělcovou představou události zachycené v Skutcích apoštolů a současně oslavou vysvěcení baziliky San Pietro in Vincoli, titulárním chrámu Julia II. Papežovy portrétní rysy nese postava uvězněného svatého Petra.
Strop místnosti původně zdobila výzdoba vytvořená zakrátko po nástupu Julia II. na papežský stolec. Jejími autory byli významní umělci rané renesance Luca Signorelli, Bramantino či Lorenzo Lotto. Po úspěchu Raffaelových fresek však dal Julius II. i stropní malby v místnosti nahradit freskami tohoto umělce. Vznikly tak malby se starozákonními náměty: Noemův sen, Obětování Izáka, Mojžíš a hořící keř a Jakubův sen.

## Síň signatury
Síň signatury (Stanza della Segnatura), svou výzdobou bezpochyby nejslavnější ze všech síní, byla původně pracovnou, soukromou knihovnou a kabinetem Julia II., kde podepisoval důležité listiny. Původní název místnosti Segnatura Gratiae et Iustitiae vycházel z pojmenování Nejvyššího soudu Svatého stolce.
Fresková výzdoba, ikonograficky a námětově zdůrazňující někdejší funkci síně, podle mínění odborníků ale i laických obdivovatelů Raffaelova díla, patří k vrcholům jeho tvorby. Malby se staly oslavou tří nejvyšších kategorií lidského ducha: Pravdy, Dobra a Krásy, hodnot, které měly zdobit člověka renesance. Malby i v dnešních návštěvnících navozují atmosféru duchovního rozjímání. Kromě toho, každá ze stěn místnosti je svou výzdobou věnována jednomu z tehdejších vědeckých odvětví: teologii, filozofii, právu a poezii.
Fresky v této místnosti jsou výhradně Raffaelovým dílem vytvořeným mezi lety 1508–1511. Patří mezi nejznámější umělcova díla a zmínka o zřejmě nejslavnější z fresek – Aténské škole (italsky Scuola di Atene) – nechybí snad ani v tom nejstručněji přehledu Raffaelova prací. Hlavní myšlenka fresky, oslavující racionální Pravdu, je konfrontace světa reálných věcí a světa idejí, reprezentovaných postavami velkých starořeckých filozofů – Platóna a Aristotela.
Stěna vpravo od ní nese fresku Ctnosti (italsky Virtù Cardinali e Teologali) vytvořenou v roce 1511. Je oslavou vlastností, které by měly zdobit každého duchovního – Statečnost, Prozíravost a Zdrženlivost.
Protější stěna k Aténské škole obsahuje fresku Disputace o Svátosti oltářní (italsky La disputa del Sacramento) s podnadpisem disputace o svátosti oltářní, tvořící ideovou protiváhu k uvedené malbě. Na rozdíl od ní, zde umělec zpodobňuje oslavu hledání a nalézání duchovní Pravdy.
Poezii je věnována freska Parnas (italsky Parnaso) z let 1509–1511, námětově vycházející ze starořecké mytologie a reprezentující Krásu jako filozofickou kategorii.
K nástěnným malbám se námětově váže i výmalba stropu. Tvoří ji alegorické postavy Teologie, Filozofie, Spravedlnosti a Poezie a starozákonní a mytologické výjevy – Spoutaný Mars, Adam a Eva, Šalamounův soud a Vznik vesmíru. Posledně jmenovaný výjev má úzkou spojitost s pontifikátem Julia II. Na znázorněné mapě hvězdné oblohy, interpretované jako alegorie začátku světa či alegorie vesmíru (v italštině má freska název Primo moto, t. J. První pohyb), je totiž znázorněna astrologická konstelace souhvězdí vztahující se na noc z 31. října na 1. listopadu 1503 – dne, kdy byl Julius II. zvolen papežem.

## Síň požáru Borga
Síň požáru Borga (Stanza dell'incendio del Borgo) v době Julia II. plnila funkci místa zasedání nejvyššího soudu Svatého stolce. Když se v roce 1513 papežského úřadu ujal Lev X. pověřil Raffaela provedením nových maleb, které prostřednictvím příběhů ze života papežových předchůdců stejného jména, Lva III. a Lva IV., měly představit jeho politické aspirace. Postava papeže Lva X. je zakomponována ve všech čtyřech malbách.
Mezi lety 1514–1517 pričiněním Raffaela a jeho umělecké školy tak vznikl cyklus výpravných fresek oslavujících pontifikát Lva X.
Za své pojmenování vděčí místnost fresce umístěné nad oknem Požár Borga (italsky Incendio di Borgo), díla Giulia Romana z roku 1514. Svým námětem, výpravnou scénografií i ikonografických provedením je považována za nejsložitější z fresek v místnosti. Freska líčí událost, ke které došlo podle Liber Pontificalis v roce 847, kdy katastrofální požár zuřící v Římě byl na zákrok Lva IV. zázračným způsobem uhašen.
K osobě Lva IV. se námětově váže i druhá freska Bitva u Ostie (italsky Battaglia di Ostia) z let 1514–1515. Jedná se o dílo Raffaelových žáků a zachycuje historickou událost, ke které došlo v roce 849. Při středoitalském přístavu Ostia na pobřeží Tyrhénského moře byl námořní oddíl Saracénů z jižní Itálie napaden papežskou flotilou. Výsledkem střetu bylo vítězství papežských vojsk. Lev IV., na malbě zachycen vlevo s pohledem upřeným na nebesa, děkuje za vítězství nad muslimy. Tato scéna byla současně interpretována jako narážka na vyhlášení křížové výpravy proti Turkům Lvem X.
Fresky Korunovace Karla Velikého (italsky Incoronazione di Carlo Magno) a Přísaha Lva III. (italsky Giuramento di Leone III) se vážou k osobě Lva III., vládnoucího na přelomu osmého a devátého století. První z uvedených maleb zachycuje významnou historickou událost – korunovaci franckého krále Karla Velikého císařem Svaté říše římské během vánočních svátků v roce 800. Pokud v osobě Lva III. poznáváme podobiznu Lva X., tak korunovaný Karel Veliký má portrétní rysy francouzského krále Františka I., což je zřejmě narážkou na setkání obou představitelů v roce 1516 v Boloni s cílem ujednání konkordátu mezi Francií a Svatým stolcem.
Přísaha Lva III. z let 1516–1517 ilustruje událost, ke které došlo den před slavnou Karlovou římskou korunovací. Lev III. na falešná obvinění vznesená vůči jeho osobě prohlásil památnou větu Tocco a Dio, non agli uomini Giudicarie i Vesce (Ne lidé, ale jen Bůh bude soudit biskupy), kterou potvrdil zásadu, že Kristův vikář se pouze Bohu odpovídá za své skutky.
Strop v místnosti na pověření Julia II. vymaloval v roce 1508 umbrijském umělec Pietro Perugino. Výmalba se skládá ze čtyř medailonů s christologickou tematikou - Stvořitel mezi anděly a cherubíny, Kristus nejvyšší soudce, Kristus pokoušen ďáblem a Kristus mezi Milosrdenstvím a Spravedlností. Střed stropu tvoří papežský emblém (překřížené a provázané klíče s tiárou) uprostřed věnce se žaludů, symbolu rodu della Rovere.
Stropní malby v Stanza dell'incendio del Borgo jsou v Raffaelových síních jediné původní, které nebyly nahrazeny Raffaelovými přemalbami.